# 물맞이게상과
물맞이게상과(Majoidea)는 십각목에 속하는 갑각류 상과이다. 최근에 5개 또는 6개 과로 분류하고 있다 피사과(Pisidae)와 티케과(Tychidae)는 현재 뿔물맞이게과의 피사아과(Pisinae)와 티케아과(Tychinae)로 취급하며, 미트락스과(Mithracidae)는 물맞이게과의 미트락스아과(Mithracinae)로 간주한다. 화석으로만 발견되는 프리스키나쿠스과(Priscinachidae)는 백악기 후기 화석으로 프랑스에 발견된 화석종, 프리스키나쿠스(Priscinachus elongatus)가 대표적이다.

## 하위 분류
- 뿔물맞이게과 (Epialtidae)
- 말랑게과 (Hymenosomatidae) – 분류 불확실[3]
- Inachidae
- Inachoididae
- 물맞이게과 (Majidae)
- 긴집게발게과 (Oregoniidae)